# Lawrence (Kansas)
Lawrence é uma cidade norte-americana localizada no estado do Kansas, no condado de Douglas, do qual é sede. Foi fundada em 1854 e incorporada em 1858. Seu nome é uma homenagem a Amos A. Lawrence.

Em Lawrence situa-se a Universidade de Kansas. É uma cidade universitária cuja cena musical foi nomeada pelo New York Times como, 
| “ | A mais importante entre Chicago e Denver. | ” |

O inventor do basquetebol, James Naismith, faleceu na cidade.

## Geografia
De acordo com o United States Census Bureau, a cidade tem uma área de 90,5 km², dos quais 88,4 km² estão cobertos por terra e 2,1 km² por água.

## Demografia
Segundo o censo nacional de 2010, a sua população é de 87 643 habitantes e sua densidade populacional é de 967,7 hab/km².

## Marcos históricos
O Registro Nacional de Lugares Históricos lista 65 marcos históricos em Lawrence. O primeiro marco foi designado em 15 de outubro de 1966 e o mais recente em 1 de abril de 2021, a Zimmerman Steel Company. Existe apenas um Marco Histórico Nacional na cidade, o Haskell Institute, designado em 4 de julho de 1961.

## Na cultura popular
Na série de televisão Sobrenatural ou Supernatural, Lawrence é a cidade natal dos irmãos protagonistas Sam e Dean Winchester.

## Pessoas notáveis
- George Walker (1872 ou 1873 - 1911) - ator de Vaudeville.
- Luke Bryan (1976 - ) - cantor e compositor de música country.
- Snoop Dogg (1971 - ) - rapper, cantor, compositor, produtor musical e ator.